# 陳品延
陳品延（1992年08月24日—），台灣男演員，台灣台北人。陳達民之子。目前為伊林娛樂旗下男藝人，畢業於私立延平高中，真理大學法律系。2016年，出演校園青春競技剧《電競紀元》。2017年主演劇情片《看見藍天》同年，出演古装玄幻剧《將夜》。2018年，参演都市情感劇《彩虹的重力》。2019年，主演古装爱情剧《報告王爷，王妃是只猫》 [1]  。2020年，主演都市爱情劇《親愛的檸檬精先生》   。2021年，主演都市爱情輕喜劇《惹上首席總裁》。

## 演出作品

### 電視劇
| 首播年份 | 劇名                 | 飾演   | 備註     |
| -------- | -------------------- | ------ | -------- |
| 2016年   | 電競紀元             | 陳言   | 網路劇   |
| 2018年   | 將夜                 | 宋謙   | 網路劇   |
| 2019年   | 彩虹的重力           | 陳爽   |          |
| 2020年   | 将夜2                | 宋謙   | 網路劇   |
| 2020年   | 報告王爺，王妃是只貓 | 南風辰 | 網路劇   |
| 2021年   | 親愛的檸檬精先生     | 路南   | 網路劇   |
| 2021年   | 惹上首席總裁         | 秦晉陽 | 網路微劇 |
| 2022年   | 親愛的檸檬精先生2    | 路南   | 網路微劇 |
| 2022年   | 我奇怪的17岁³        | 韩云   | 網路劇   |
| 2024年   | 少年白马醉春风       | 紫衣侯 | 網路劇   |

### 電影
- 2017年3月25日  《看見藍天 》 飾演:攝影師

### 綜藝節目
- 2018年與歌手張遠、演員廖彥龍、女藍球星邵婷婷组成火烈鳥隊參與明星籃球競技真人秀《超级企鹅联盟》
- 2017年參與《男生宿舍日記》直播嘉賓

### 寫真書
- 2018年參與寫真書《夏如芝的輕旅行－澎湖爱情故事書》

## 外部連結
- 陳品延 （页面存档备份，存于）的Facebook專頁
- 陳品延在互联网电影资料库（IMDb）上的資料（英文）（英文）
- 陳品延  伊林公司簡介（页面存档备份，存于）
- 陳品延的Instagram
- 陳品延 （页面存档备份，存于）的百度百科